# Canada Life Centre
Canada Life Centre, tidigare kallad MTS Centre och Bell MTS Place, är en inomhusarena i Winnipeg i Manitoba i Kanada som är hemmaarena för Winnipeg Jets i National Hockey League (NHL) sedan 2011. Arenan är även hemmaarena för Jets farmarklubb Manitoba Moose i American Hockey League (AHL).
Kapaciteten vid ishockeymatcher är 15 294 åskådare. Vid övriga evenemang varierar det mellan 13 198 och 16 345 åskådare.